# بيرسيرك (مانغا)
بيرسيرك (ベルセルク Beruseruku) (حرفيا؛ الهائج) هي سلسلة مانغا يابانية من الخيال المظلم، مكتوبة ومصورة من قبل المانغاكا كينتارو ميورا. لها طابع أحداث العصور الوسطى في أوروبا المظلمة. تدور أحداث القصة حول شخصيات (غاتس،  مرتزقة، جريفيث، زعيم  لفرقة تدعى "فرقة الصقور"). مواضيعها تدور حول العزلة، الصداقة، ومسألة ما إذا كان الإنسان هو في الأساس من الخير أو الشر هو طابع يسود القصة، كما يستكشف أسوأ ما في الطبيعة البشرية. المانغا مشهوره باستخدام العنف التصويري و المحتوى الجنسي.

## القصة
غاتس (ガッツ Gattsu) تبدا القصة مع غاتس وانضمامه لفرقة الصقر ويبدأ القتال في الحروب من أجل تحقيق حلم قائده غريفيث ولكن بعد مده يقرر الرحيل عن الفرقة وشق طريقه لوحده في العالم

## المانغا
ميورا  لأول مرة أنّ سلسلة بيرسيرك في عام 1988 مع 48 صفحة نموذجية التي فازت بجائزة في كومي المانغا. في 26 نوفمبر 1990، المجلد الأول نشر من هاكسينشا في Jets Comics. ثلاثة مجلدات ظهرت حتى  كان تسلسلها من قبل يونغ أنيمال(هاكسينشا) في عام 1992 وفصول جديدة لا تزال قيد الإصدار في مجلة semiweekly. مجلدات لا تزال تنشر مرتين في نفس السنة في اليابان من قبل هاكسينشا (Jets Comics collection)؛ اعتبارا من يونيو 2016، 39 في المانغا على تانكوبون تم نشرها في اليابان.  المانغا نشرت على جدول غير منتظم من أواخر عام 2006 حتى يوليو 2015. من ثم إلى ديسمبر 2015 نشرت شهريا قبل العودة إلى جدول غير منتظم. عاد إلى جدول شهري ابتداء من  يونيو 2016.

## رواية
بيرسيرك إلى نص التعادل أعلنت مؤخرا في 23 يونيو 2017.

## استقبال
ابتداءا من يوليو 2015، المانغا باع فيها 27 مليون مجلدا في اليابان و8 ملايين في الخارج. ابتداءا من  يناير 2016، ذكر أن 40 مليون مجلد قد تم بيعه في جميع أنحاء العالم. في عام 1988 نموذجية الفصول فازت بجائزة في كومي المانغا المدرسية. ميورا والسلسلة الرئيسية  فازوا بجائزة التميز تيزوكا أوسامو في الدفعة السادسة من جائزة أوسامو تيزوكا الثقافية في عام 2002.

## أعمال
في مقابلة مع يوكاري فوجيموتو، ميورا ذكر هذه الأعمال كتأثيرات: 
- جاك العنيف.
- رانبو (1978-87).
- ملكة الثلج (غوين ساغا)
- باغمايلو (1978-90)
- قبضة نجم الشمال.

## وصلات خارجية
- (باليابانية) هائج الصفحة الرسمية
- (باليابانية) هائج الأفلام الموقع الرسمي
- الرقمية المانجا نشر الصفحة هائج
- فن الحرب - الرسمية هائج البضائع
- Berserk (مانغا) في شبكة أخبار الأنمي
- Berserk (أنمي) في شبكة أخبار الأنمي
- بيرسيرك على موقع ANN manga (الإنجليزية)

لم يتم العثور على روابط لمواقع التواصل الاجتماعي.